# قورباغه‌ماهی کامرسون
قورباغه‌ماهی کامرسون(نام علمی: Antennarius commerson) نام یک گونه از سرده گولزنک‌ماهی‌ها است.